# 요나탄 요한손 (축구인)
요나탄 릴레브로르 요한손(스웨덴어: Jonatan Lillebror Johansson, 1975년 8월 16일 ~ )은 핀란드의 전직 축구 선수이자 현직 축구 감독으로 선수 시절 포지션은 스트라이커이다. 현재는 TPS의 감독을 맡고 있다.

## 선수 경력
스웨덴 스톡홀름 출신이지만 핀란드에서 축구 선수 생활을 시작했다. 에스토니아의 플로라 탈린, 핀란드의 투룬 팔로세우라, 스코틀랜드의 레인저스, 잉글랜드의 찰턴 애슬레틱, 스웨덴의 말뫼 FF 소속으로 뛰었다. 핀란드 축구 국가대표팀에서는 106경기에 출전했다.

## 감독 경력
2012년에 그리녹 모턴 리저브 팀의 감독을 역임했으며 2012년 8월부터 2015년 7월까지 머더웰 U-20 팀의 감독을 역임했다. 2016년 12월에는 핀란드 축구 국가대표팀 코치로 임명되었지만 2017년 4월에 레인저스의 코치로 임명되면서 핀란드 대표팀 코치에서 물러나게 된다.
2018년 9월 6일에 그리녹 모턴과 2년 계약을 체결하면서 감독으로 취임했다.

## 같이 보기
- A매치 100경기 이상 출전한 축구 선수 명단